# Colunas marianas e da Santíssima Trindade

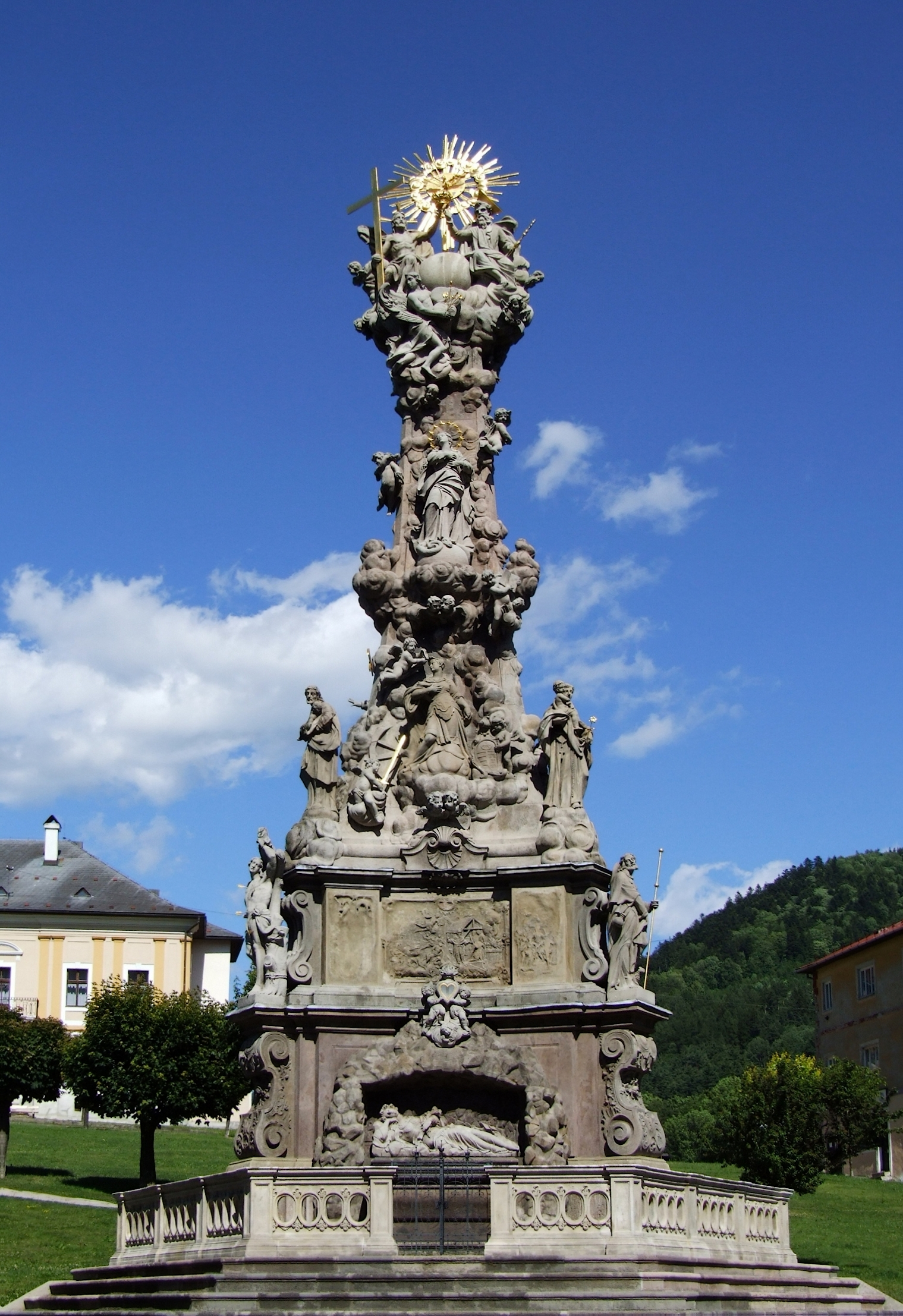
Coluna da Santíssima Trindade de Pestsäule, em Viena.

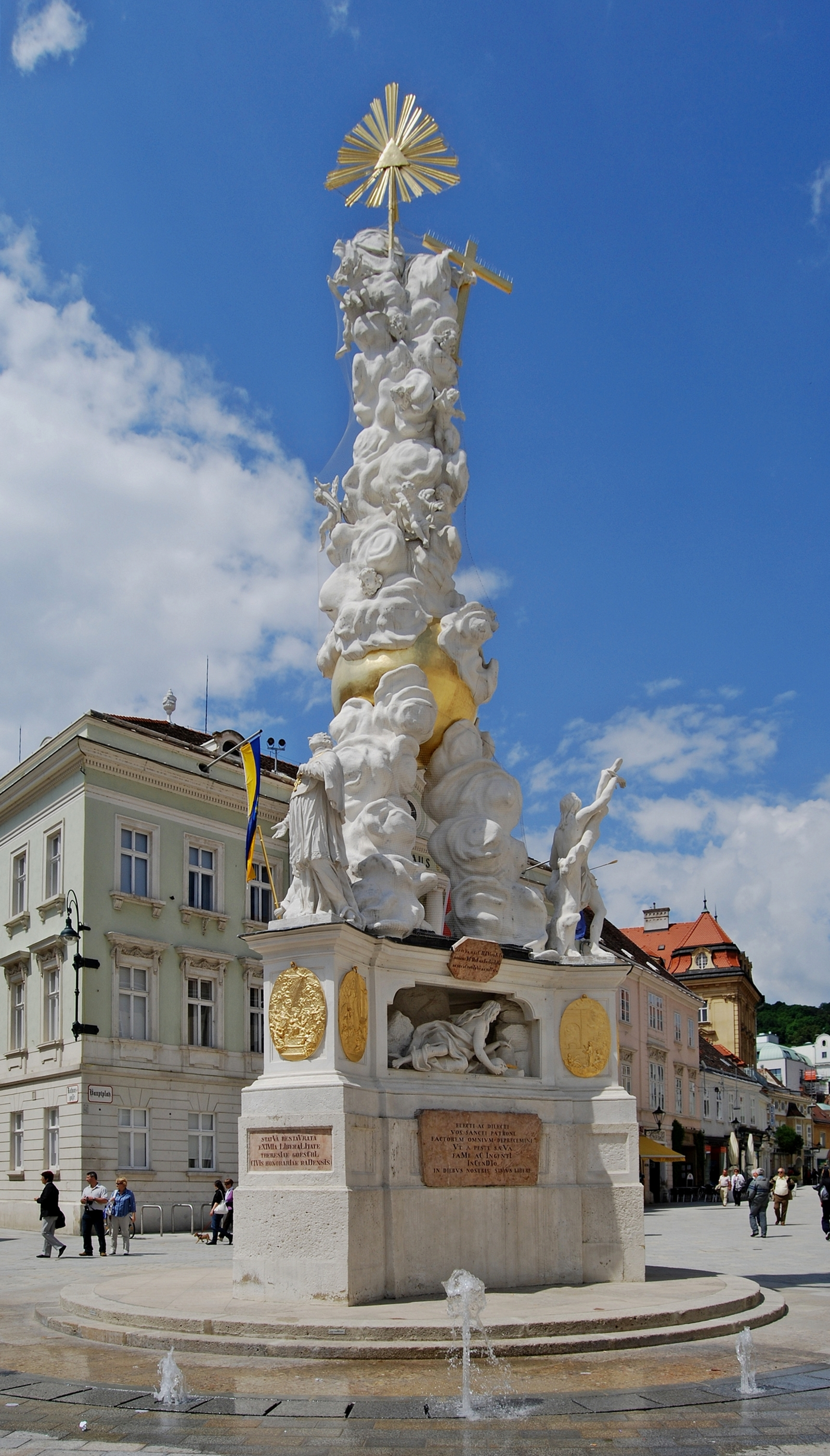
Coluna da peste em Kremnica, na Eslováquia.

Colunas marianas são monumentos religiosos construídos em homenagem à Virgem Maria, geralmente em agradecimento ao fim de um surto de peste — conhecidas como Colunas da peste — ou por alguma outra graça recebida. Já as colunas da Santíssima Trindade tinham simplesmente o objetivo de comemorar a igreja e a fé católica, mas o tema da peste também foi importante na sua concepção. A construção de uma coluna encimada por uma figura ou símbolo cristão era um gesto de fé público bastante comum em países católicos da Europa, especialmente nos séculos XVII e XVIII, o que fez destas colunas um dos mais visíveis símbolos da arquitetura barroca. Seu uso também influenciou a arquitetura barroca ortodoxa.

## Colunas marianas

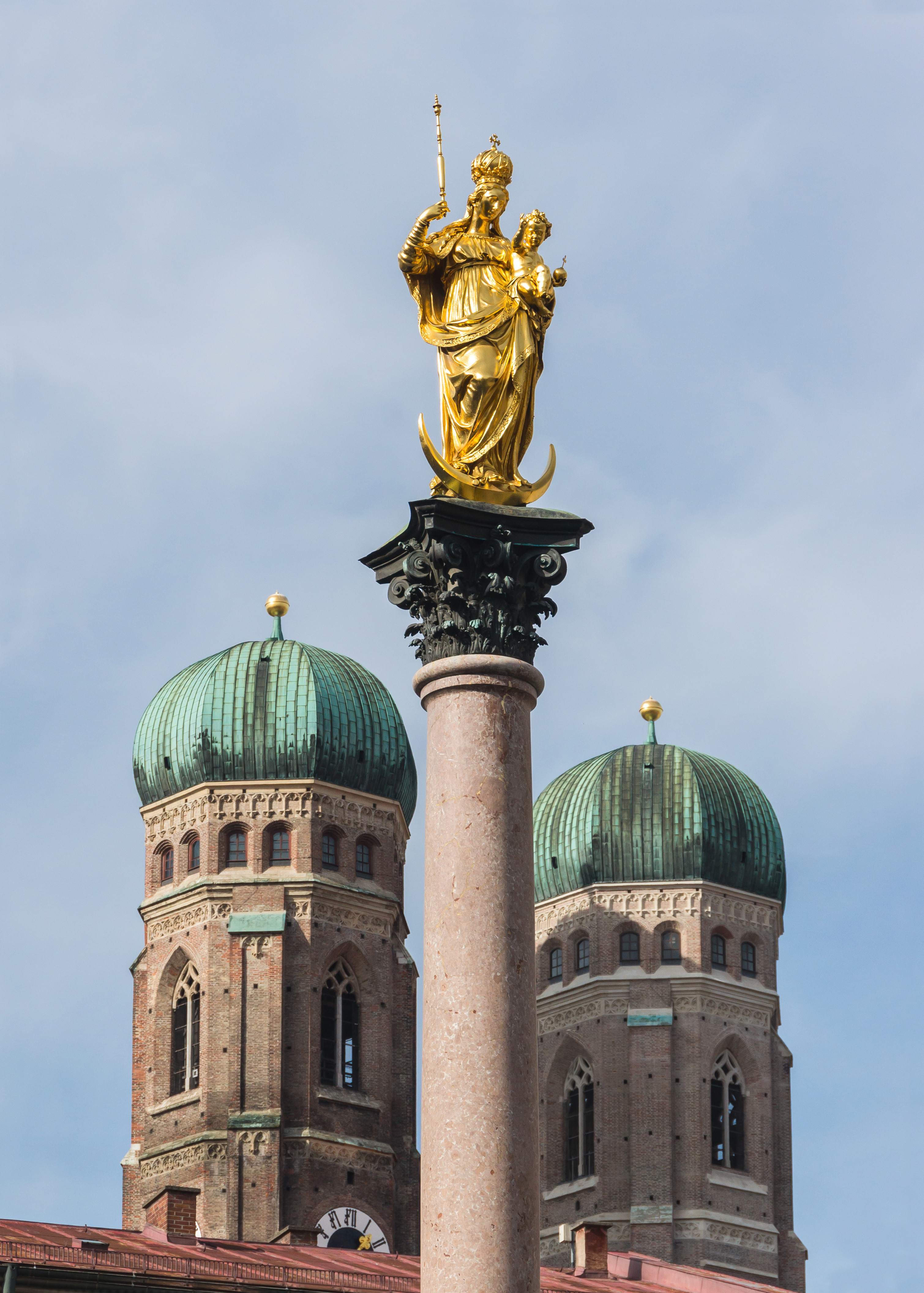
Coluna mariana de Mariensäule, em Munique.

Na Roma imperial, era prática comum erigir uma estátua de um imperador no alto de uma coluna, a última das quais foi a Coluna de Focas, no Fórum Romano, dedicada (ou re-dedicada) em 608 pelo imperador bizantino Focas. A prática cristã de erigir uma coluna com uma estátua da Virgem Maria no topo data pelo menos do século X (um exemplar em Clermont-Ferrand, na França), mas popularizou-se principalmente durante a Contrarreforma, depois do Concílio de Trento (1545–1563). A coluna da Piazza Santa Maria Maggiore, em Roma, foi uma das primeiras e reaproveitou uma coluna de apoio da abóbada da Basílica de Constantino, destruída por um terremoto no século IX. No século XVII, apenas ela restava e, em 1614, ela foi transportada para seu lugar atual e coroada com uma estátua de bronze da Madona com o Menino. Nas décadas seguintes, ela serviu de modelo para muitas outras colunas similares na Itália e em diversos outros países europeus.
A primeira coluna mariana ao norte dos Alpes foi a Mariensäule, de Munique, construída em 1638 para celebrar o fato de a cidade ter sido poupada tanto da peste quanto do exército invasor sueco. A Virgem Maria está em pé acima de uma lua crescente como Rainha do Céu. Este exemplar serviu de exemplo para outras colunas marianas em Praga e Viena, mas muitas outras a seguiram rapidamente. Em países que pertenciam à Monarquia Habsburgo (especialmente a República Checa, Áustria, Eslováquia e a Hungria), era raro encontrar uma praça antiga sem uma coluna do tipo no centro, geralmente no local de destaque.
A coluna de Praga foi construída na Praça da Cidade Velha ("Staroměstské náměstí") logo depois da Guerra dos Trinta Anos (década de 1650) para agradecer à Nossa Senhora da Imaculada Conceição por ajudar na guerra contra os suecos (protestantes). Ao meio dia, sua sombra indicava o chamado "meridiano de Praga", que era utilizado para conferir o tempo solar exato. Muitos checos ligaram a posição proeminente e a própria construção do monumento com o domínio habsburgo sobre a região e, depois da independência da Tchecoslováquia, em 1918, uma multidão derrubou o antigo monumento e o destruiu.

## Colunas da Santíssima Trindade
O modelo básico que inspirou a construção da maior parte das colunas da Santíssima Trindade é a Pestsäule (ou "Dreifaltigkeitssäule" - "Coluna da Peste ou da Santíssima Trindade"), na Grabenplatz, em Viena, construída depois da peste de 1679; neste monumento, a coluna desapareceu completamente em meio a nuvens de mármore e santos, anjos e putti colossais. A era destas estruturas religiosas culminou com a espetacular Coluna da Santíssima Trindade, na praça maior ("Horní náměstí") de Olomouc, um monumento construído logo depois de um surto de peste na Morávia (moderna República Checa) entre 1714 e 1716, excepcional por causa de sua monumentalidade, rica decoração e rara combinação de materiais escultórios (pedra e cobre dourado). Sua base era tão grande que abrigava inclusive uma capela no interior. Esta coluna é a única inscrita individualmente na Lista do Patrimônio Mundial da Humanidade da UNESCO como "um dos mais excepcionais exemplos do apogeu da expressão artística do barroco da Europa Central".

## Outros santos
Alguns outros santos também aparecem nas colunas da peste, principalmente São Roque, que, acredita-se, teria contraído a doença ajudando os doentes durante uma epidemia e se recuperado pela força de sua fé. São Sebastião, um mártir cuja estátua geralmente decora estas estruturas, era originalmente o padroeiro dos arqueiros, mas, na Idade Média, acabou assumindo o lugar do arqueiro que infligia a peste, Apolo, na mentalidade popular, que entendia, metaforicamente, a aleatoriedade da peste com os tiros randômicos dos arqueiros. Outros santos frequentes são Santa Bárbara, a deusa dos moribundos, São Francisco Xavier, que, de acordo com a lenda, ressuscitava os mortos, e São Carlos Borromeo, conhecido por seu trabalho entre os doentes e moribundos.